# Lago supraglaciale

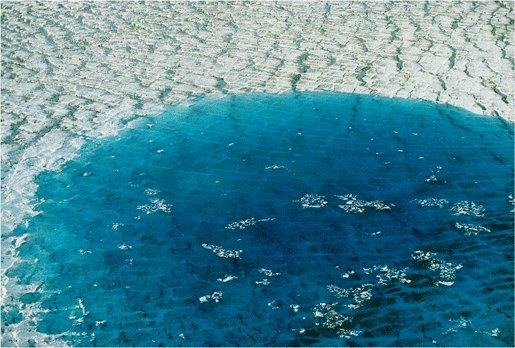
Un lago supraglaciale sulla superficie del Ghiacciaio di Bering nel 1995.

Un lago supraglaciale è un laghetto di acqua liquida posto al di sopra di un ghiacciaio. Sebbene queste pozze siano effimere, possono comunque raggiungere chilometri di diametro ed essere profonde diversi metri, e durano talvolta mesi o anche decenni, ma sono in grado di svuotarsi nel giro di ore.

## Arco di vita
Il laghi possono formarsi dalla fusione in superficie durante i mesi estivi, o nel corso di anni dalla pioggia, come quella provocata dai monsoni, e possono dissiparsi tramite l'esondazione delle sponde, o con la formazioni di crepacci.

## Effetti sulle masse di ghiaccio
I laghi con diametro maggiore di ~300 m sono in grado di creare crepacci che si riempiono di fluido nell'interfaccia ghiacciaio/letto.
Quando questi crepacci si formano, occorrono solo 2-18 ore per svuotare il lago, rifornendo di acqua calda la base del ghiacciaio - che lubrifica il letto facendo sì che il ghiacciaio fluttui (surge). Il tasso di svuotamento per un tale lago è equivalente a quello del flusso delle Cascate del Niagara. Tali crepacci, quando si formano sulle piattaforme glaciali, possono penetrare nell'oceano sottostante e contribuire allo scioglimento (breakup) della piattaforma.
I laghi supraglaciali hanno anche un effetto di riscaldamento sui ghiacciai dato che, avendo un'albedo più bassa del ghiaccio, l'acqua di conseguenza assorbe più energia solare, causando il riscaldamento e (potenzialmente) ulteriore fusione.

## Contesto
I laghi supraglaciali possono verificarsi in tutte le zone ghiacciate.
La recessione dei ghiacciai dell'Himalaya produce laghi vasti e di lunga vita, di molti chilometri di diametro e profondi decine di metri. Questi possono essere delimitati da morene, alcuni dei quali sono abbastanza profondi da essere densamente stratificati.
La maggior parte sono in crescita fin dagli anni '50; da allora i ghiacciai si sono andati costantemente ritirando.
Una proliferazione di laghi supraglaciali precedette il collasso della piattaforma Larsen B dell'Antartico nel 2001,  e questi due eventi potrebbero avere una correlazione fra loro. 
Questi laghi sono anche cospicui in Groenlandia e recentemente si è capito che sono dei grandi contributori al movimento del ghiaccio.

## Sedimenti

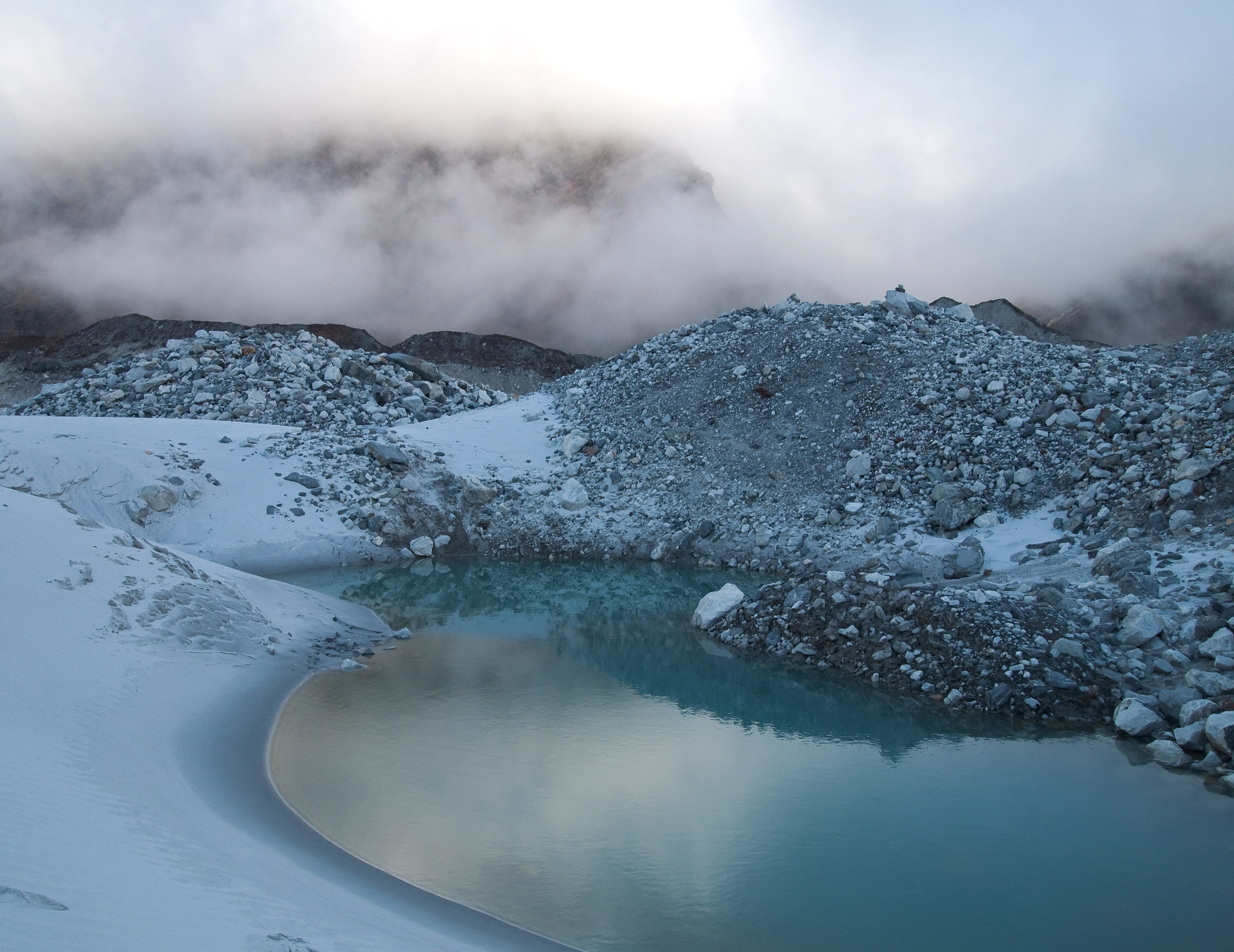
Ngozumpa

Le particelle sedimentarie spesso si accumulano nei laghi supraglaciali e spesso vengono dilavati dall'acqua di disgelo o dalla pioggia che rifornisce i laghi. Il carattere dei sedimenti dipende da questa fonte d'acqua, così come dalla vicinanza di una zona campionata sia al bordo del ghiacciaio che a quello del lago.  La quantità di detriti in cima al ghiacciaio hanno ugualmente un grande effetto.  Naturalmente, i laghi di lunga vita registrano una sedimentazione diversa rispetto ai laghetti di breve durata.
I sedimenti sono dominati da frammenti grossolani (sabbia/ghiaia grossolana) e il tasso di accumulo può essere immenso: fino a 1 metro l'anno in prossimità delle rive dei laghi più grandi.
Con la fusione del ghiacciaio, i depositi possono conservarsi come till superglaciale (alias morena supraglaciale).

## Effetto del riscaldamento globale
Non è chiaro attualmente se il riscaldamento globale stia facendo aumentare l'abbondanza dei laghi supraglaciali; l'imminente ricerca spera di poter quantificare gli effetti - se ce ne sono - prodotti dal mutamento climatico.